# Pyeongchon-dong
Pyeongchon-dong (koreanska: 평촌동) är en stadsdel i staden Anyang i provinsen Gyeonggi,  i den nordvästra delen av Sydkorea,  20 km söder om huvudstaden Seoul. Den ligger i stadsdistriktet Dongan-gu.